# Матюшко Денис Миколайович
Дени́с Микола́йович Матю́шко (* 1981) — підполковник Збройних сил України, учасник російсько-української війни.

## Короткий життєпис
Випускник 2004 року, Львівський військовий інститут, спеціальність «міжнародна інформація».
Начальник розвідувально-інформаційного відділення штабу окремого центру спеціального призначення Управління спеціальних операцій Генерального штабу ЗС України.
З початку травня 2014 року — в зоні бойових дій, загін завдання виконував у районі Слов'янська, «виходили групою». 3 червня група була висаджена з вертольота Мі-8 за 3,5-4 км на південь від західної околиці населеного пункту Семенівка. Поранення зазнав, рятуючи групу, Денис із напарником йшли попереду основної групи — головний дозор. При перетинанні відкритої ділянки місцевості офіцер помітив, як за коровами на лузі ховаються озброєні люди. Рішення було прийнято розпочати бій і таким способом попередити товаришів, у бою ніхто з військовиків не загинув, майор Матюшко зазнав поранення — нога прострілена навиліт, згодом лікувався.

## Нагороди
- 20 червня 2014 року — за особисту мужність і героїзм, виявлені у захисті державного суверенітету та територіальної цілісності України, вірність військовій присязі під час російсько-української війни, відзначений — нагороджений орденом «За мужність» III ступеня та отримав звання підполковника.
- 13 серпня 2015 року — орденом Богдана Хмельницького III ступеня.
- «Медаль За військову службу Україні»[1]